# Sven Hannawald
Sven Hannawald (n. 9 noiembrie 1974, Erlabrunn⁠(d), Saxonia, Germania) este un săritor cu schiurile ce a reprezentat Germania, medaliat olimpic. A participat la 2 ediții ale Jocurilor Olimpice (1998, 2002) în care a câștigat o medalie de aur și două medalii de argint.